# 自然系统第十版

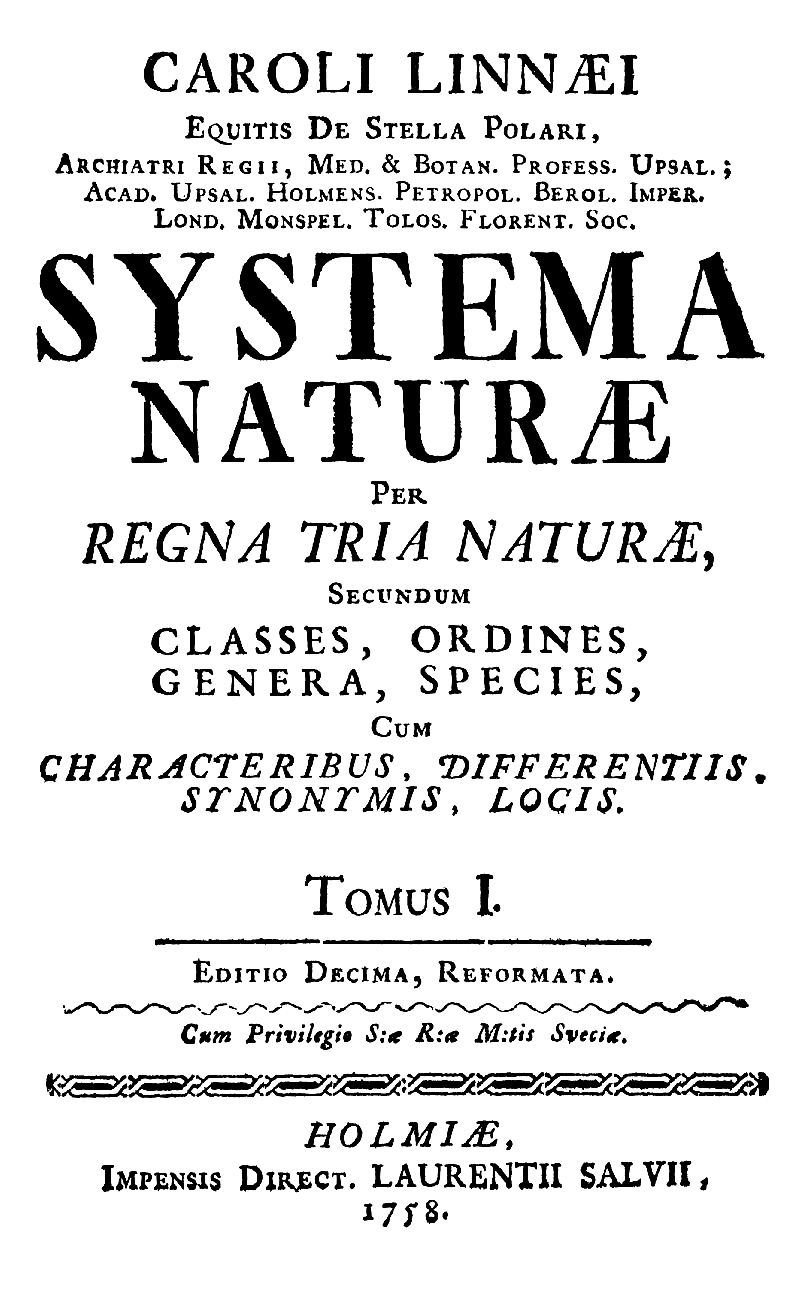
1758年版的《自然系統》扉頁

《自然系统》第十版是18世纪瑞典生物学家卡尔·林奈所撰写的生物学专著，于1758年和1759年分别出版上下两卷。林奈在书中为动物定义了二名法命名法则（此前他曾在1753年出版的《植物种志》中阐述了类似的植物命名法则），标志着动物命名法走向系统化和规范化的开端。
在1758年以前，包括《自然系統》较早的版本在内，大部分生物学文献都使用多名法为物种命名，而《自然系统》第十版则是首次统一使用二名法为动物命名。对此，国际动物命名法委员会宣布1758年1月1日为动物命名法的起点，并将这一天视作《自然系统》第十版的发行日，在此之前发表的物种學名，即使符合命名要求，也被宣布无效；唯一的例外是18世纪瑞典昆虫学家卡尔·亚历山大·克拉克所著的，该书实际出版于1757年，但学界也将其视作1758年1月1日出版。

## 外部連結
- 1758年版原文 （页面存档备份，存于），Biodiversity Heritage Library.
- Linnaeus 1758 Classification of Animals on the Taxonomicon